# Vereinfachtes Kreislaufmodell
Das vereinfachte Kreislaufmodell ist eine Form des volkswirtschaftlichen Kreislaufmodells, in dem der Staat und der Außenhandel keine Rolle spielen. Es existieren nur noch die Wirtschaftseinheiten Unternehmen (produktive Wirtschaftseinheit) und Haushalte (konsumtive Wirtschaftseinheit).
Im Kreislaufmodell werden nur Geldströme und keine Güterströme betrachtet. Dabei werden folgende Begriffe verwendet:
- Volkseinkommen (Abk. {\displaystyle Y}): Summe aller Arbeitseinkommen und Unternehmens- und Vermögenseinkommen in einer Volkswirtschaft
- Konsumausgaben (Abk. {\displaystyle C_{H}}): Ausgaben für Konsumgüter seitens der Haushalte
- Ersatzinvestitionen (Abk. {\displaystyle I^{e}}): Ersetzte Gegenstände
- Nettoinvestitionen (Abk. {\displaystyle I^{n}}): Investitionen der Unternehmen in sich selbst, meist durch Kreditgewährung o. Ä.
- Sparen der Haushalte (Abk. {\displaystyle S_{H}}): Von den Haushalten angesparte Lohnanteile

Wenn das Modell im Gleichgewicht sei, dann wird fälschlicherweise oft angenommen, dass die Geldströme zu den Sektoren immer den Geldströmen von den Sektoren weg entsprechen. Aufgrund der realen Praxis der Geldschöpfung durch die Geschäftsbanken zu Kreditvergaben ist das aber nur bedingt der Fall.
Das bedeutet
- {\displaystyle Y=C_{H}+I^{n}=C_{H}}

und, da Einnahmenüberschüsse (S) aus zuvor gebuchter Verschuldung (I) resultieren:
- {\displaystyle I=>S}

I=S ist, was als Keynes'sche Investitionsgleichung bezeichnet wird. Die Aussagen der Keynes'schen Investitionsgleichung:
1. Nach Ablauf einer Wirtschaftsperiode sind {\displaystyle S} und {\displaystyle I} gleich.
2. In einer geschlossenen Volkswirtschaft kann Vermögen (gesamtwirtschaftlich) in realer Form nur durch die Produktion von Gütern gebildet werden, die nicht im Haushaltssektor verbraucht werden.

Da in Wirklichkeit aber der Fall, dass Planungen und Ist-Größen gleich sind, sehr selten eintritt (Aufgrund der leichten Beeinflussung durch Determinanten wie Zinshöhe, Absatzerwartungen oder Einkommensverteilung) findet dann einer von zwei Ausgleichen statt:
1. Der Preisausgleich: 
Wenn die Nachfrage der Haushalte wider Erwarten größer als das Angebot der Unternehmen sein sollte, erhöhen diese die Preise soweit, bis die gesunkene Nachfrage wieder dem Angebot entspricht. Es kommt dabei zu unfreiwilligem Sparen der Haushalte.
2. Der Realausgleich: 
Wenn die Nachfrage der Haushalte wider Erwarten größer als das Angebot der Unternehmen sein sollte, erhöhen die Unternehmen den Konsumgüterbestand (durch Verringerung des Lagerbestandes bspw., was einem Abbau von Investitionen entspricht), bis die Nachfrage befriedigt werden kann. Der Lagerabbau der Unternehmen bedeutet dabei negative ungeplante Investitionen.